# Scopula palpifera
Scopula palpifera là một loài bướm đêm trong họ Geometridae.